# Casal
La paraula casal serveix per a anomenar determinats tipus d'edificacions i els compartiments d'un graner. També s'utilitza per definir els parents d'una mateixa família o llinatge (p.e. Casal d'Aragó).

## Edificacions

### Residència familiar
El casal és una casa gran, sovint habitatge històric d'una nissaga, destinat a allotjar força gent. Poden estar situats en mig de camps o muntanyes i també en localitats de major o menor envergadura.

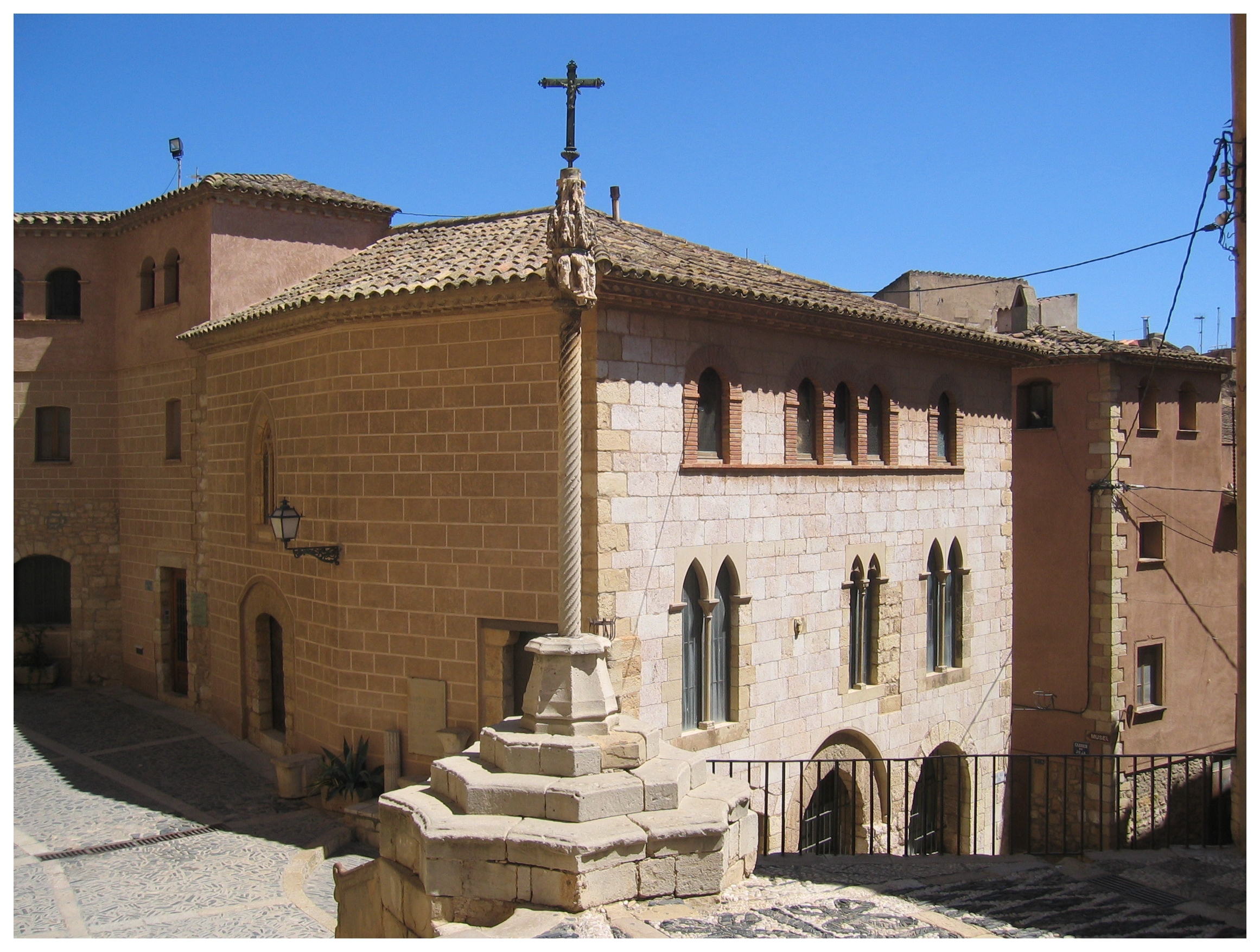
Casal dels Josa de Montblanc (Conca de Barberà).
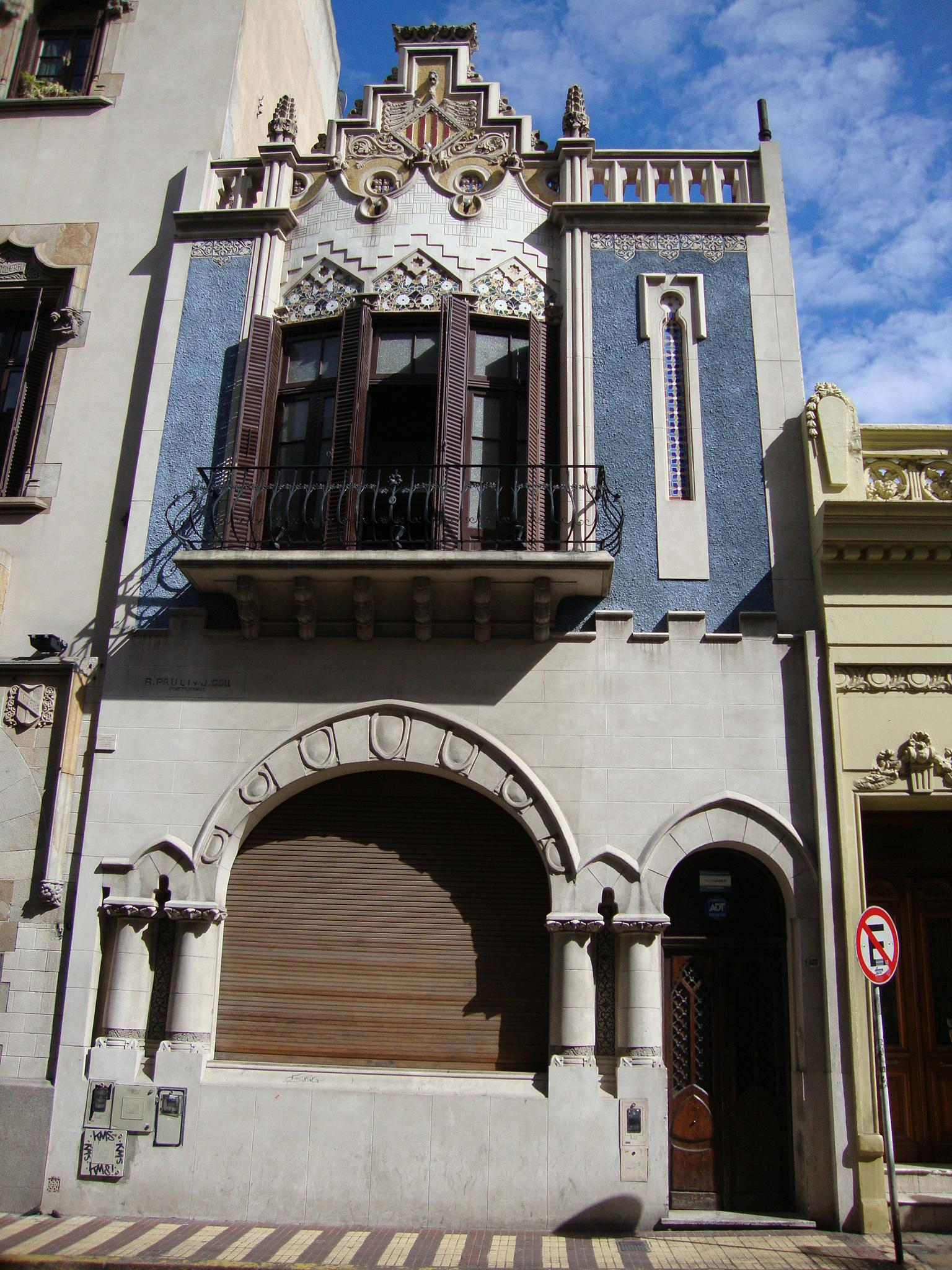
Casal familiar català al barri San Telmo de Buenos Aires
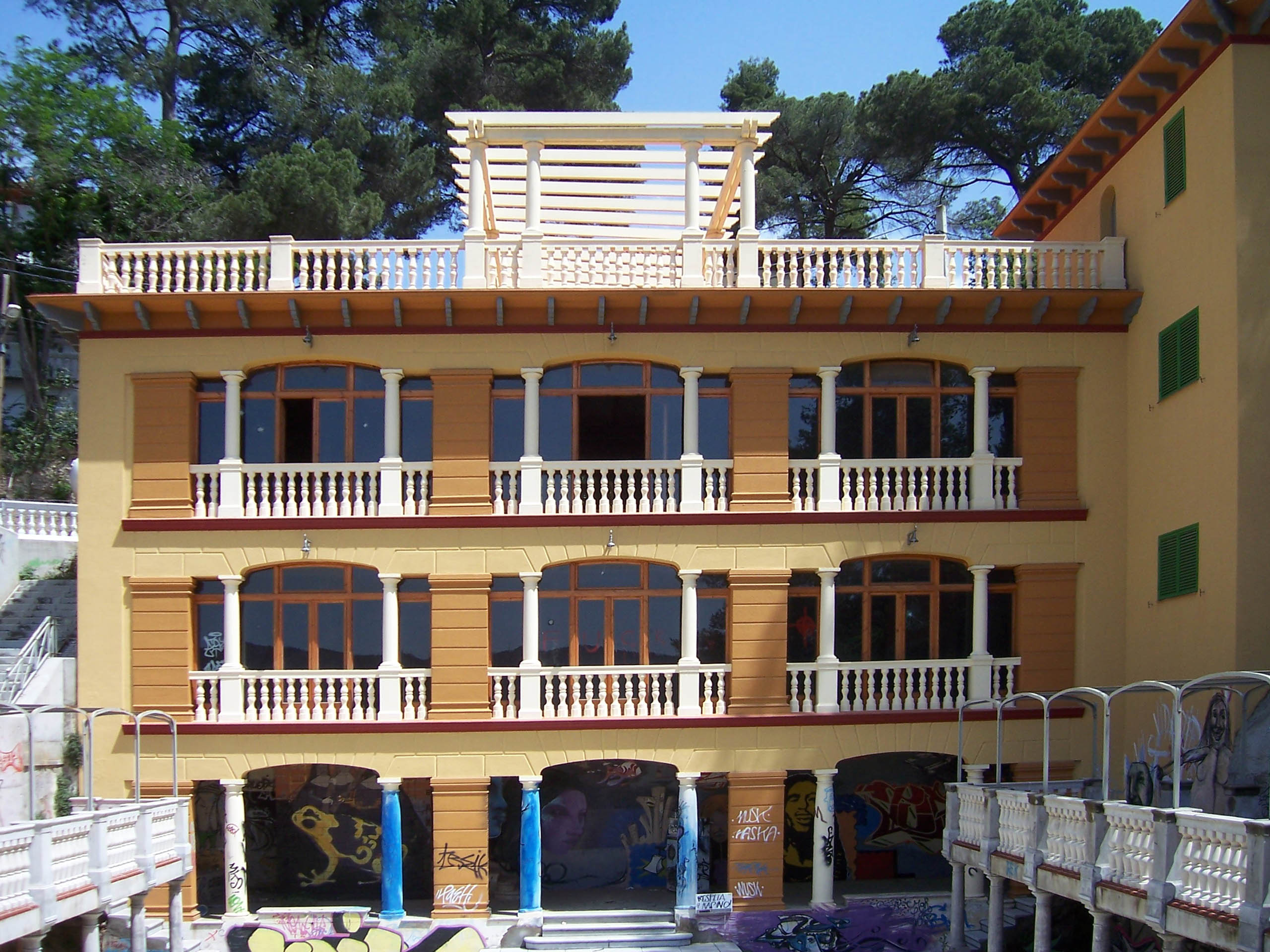
Antic casal familiar convertit en la seu d'una associació de la Floresta (Vallès Occidental)
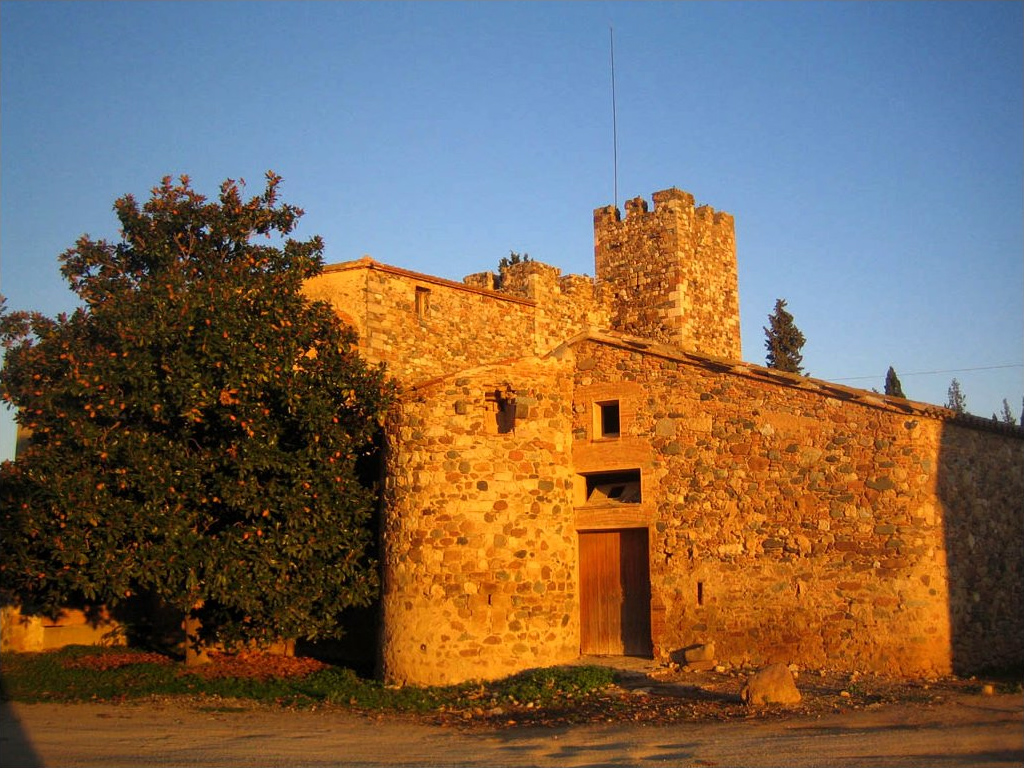
Casal Rosanes, La Garriga (Vallès Oriental).
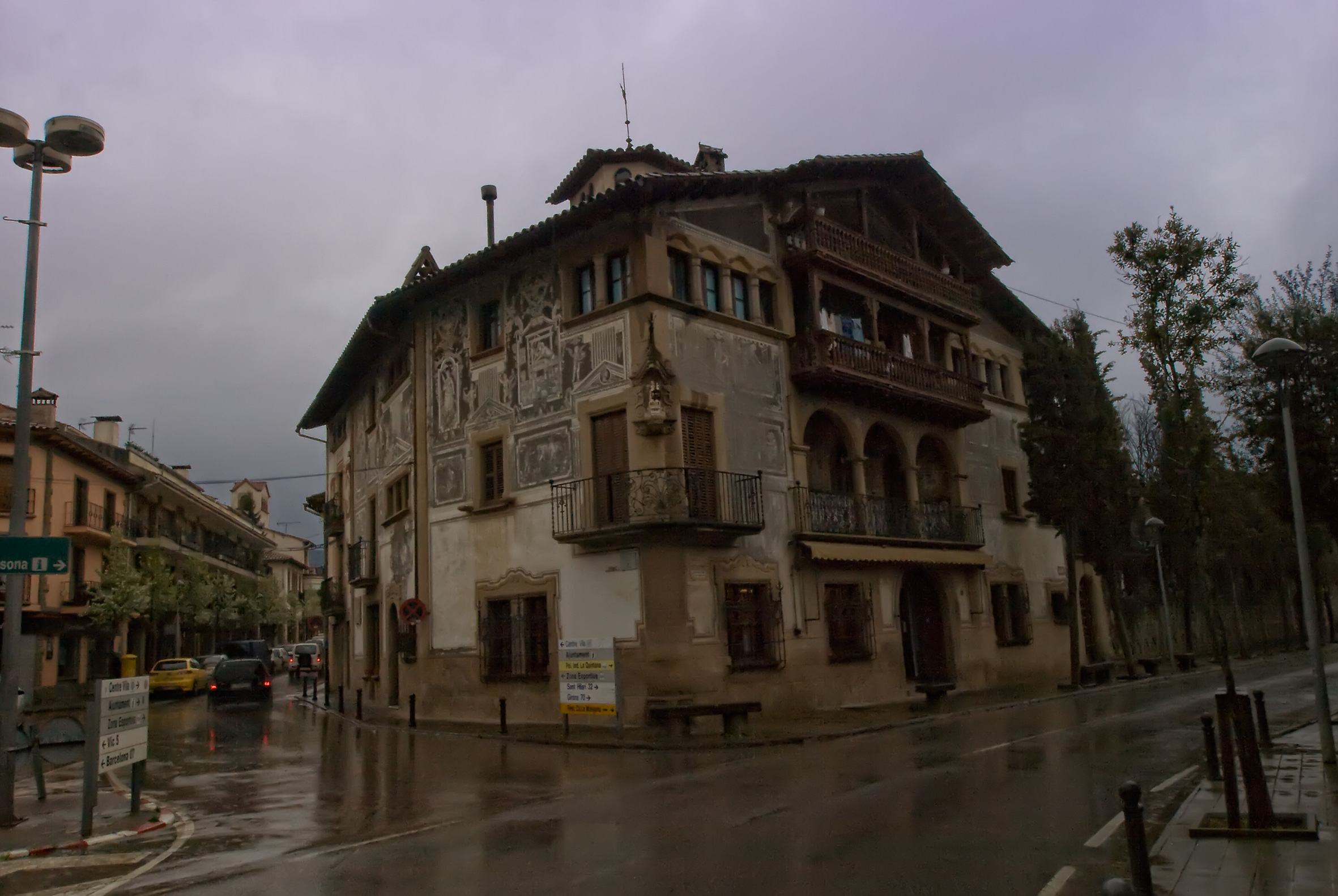
El Casal Núria de Sant Julià de Vilatorta (Osona)
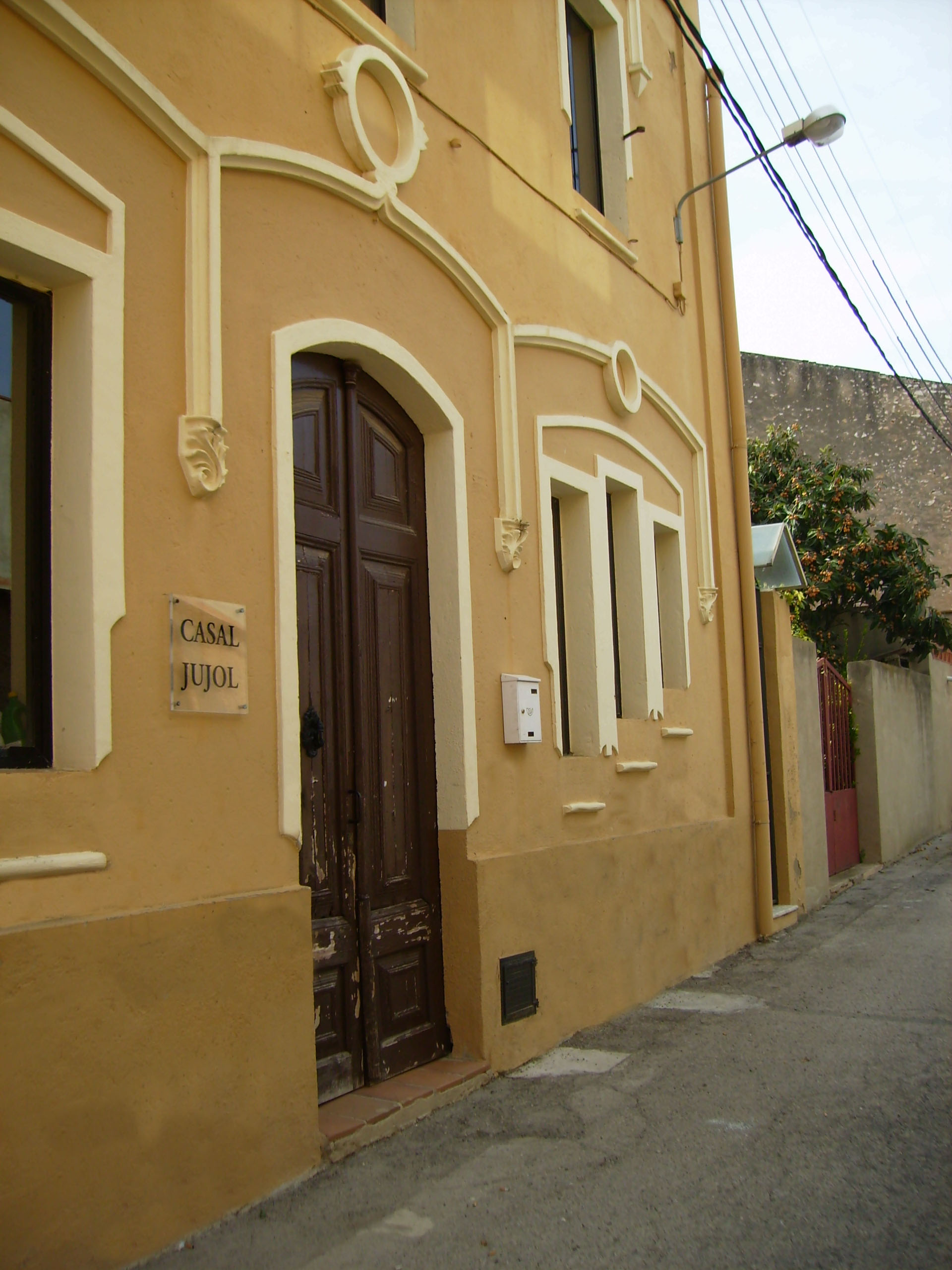
Casal Jujol, Vistabella, (Tarragonès).

### Seu d'una associació
Arreu dels Països Catalans es dona el nom de casal a l'edificació destinada a ser seu d'una associació, normalment popular, de caràcter cultural, científic, esportiu, polític, ...

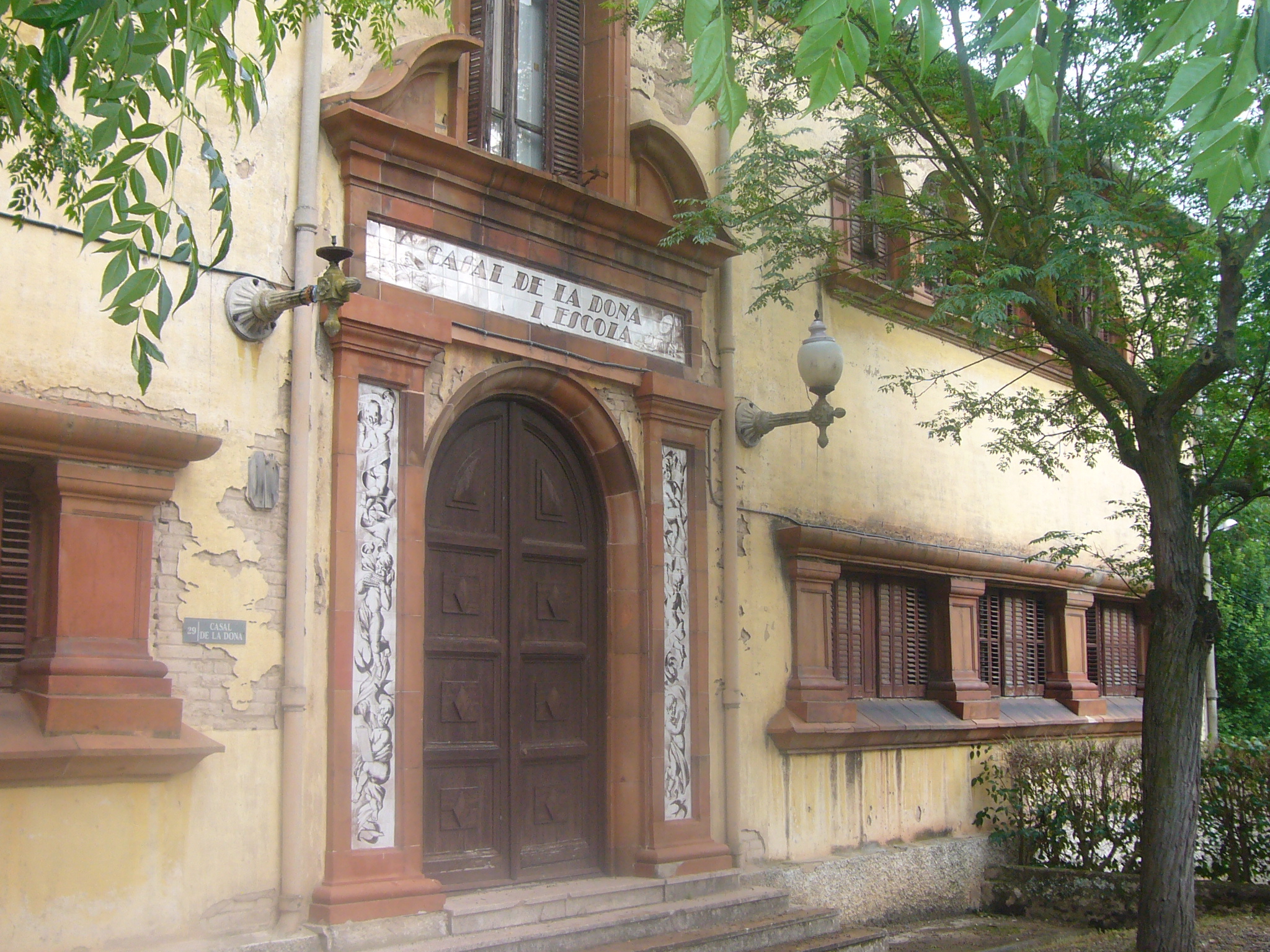
Casal de la dona a la Colonia Vidal, Puig-reig (Berguedà).
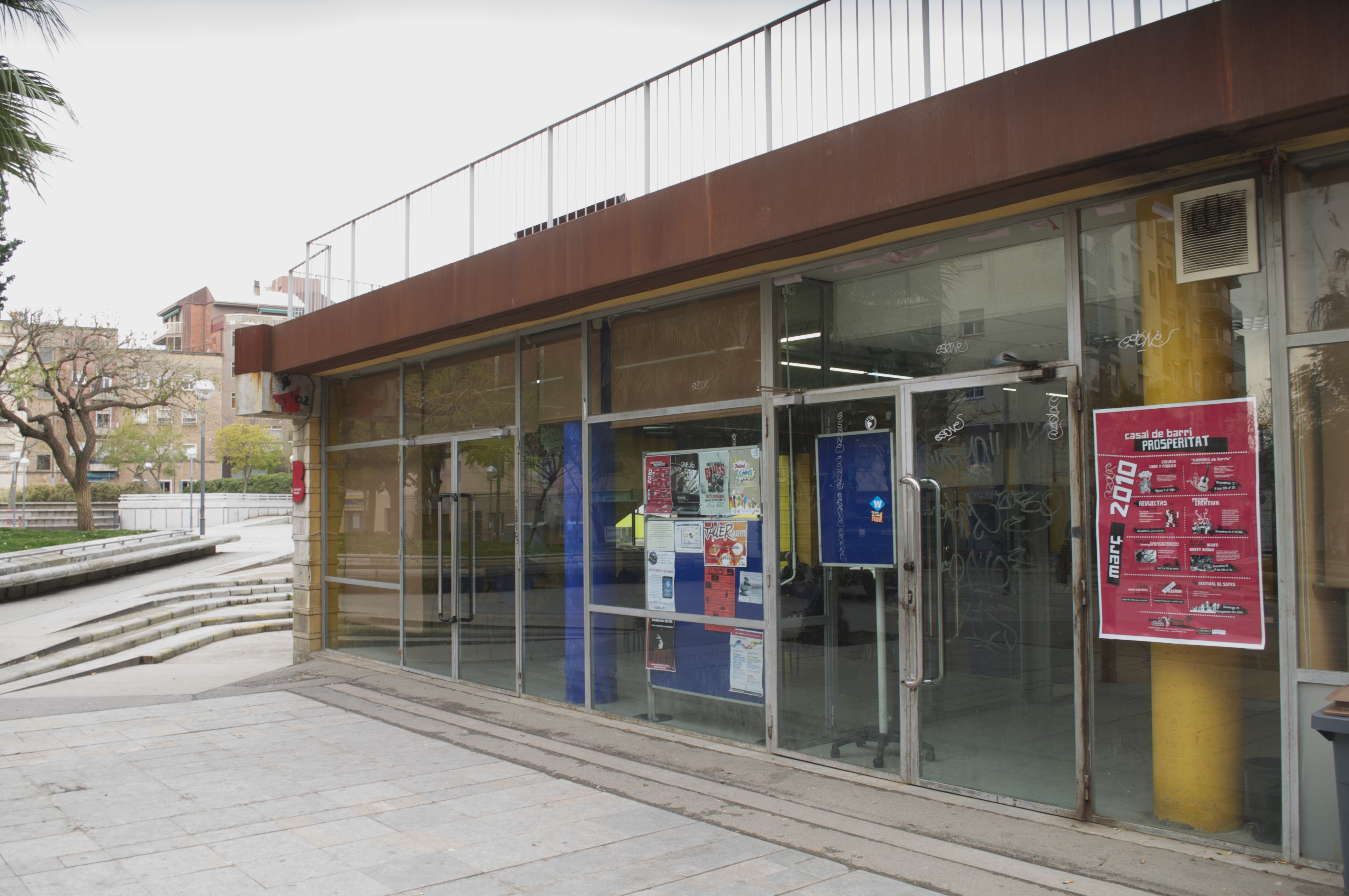
Casal de barri
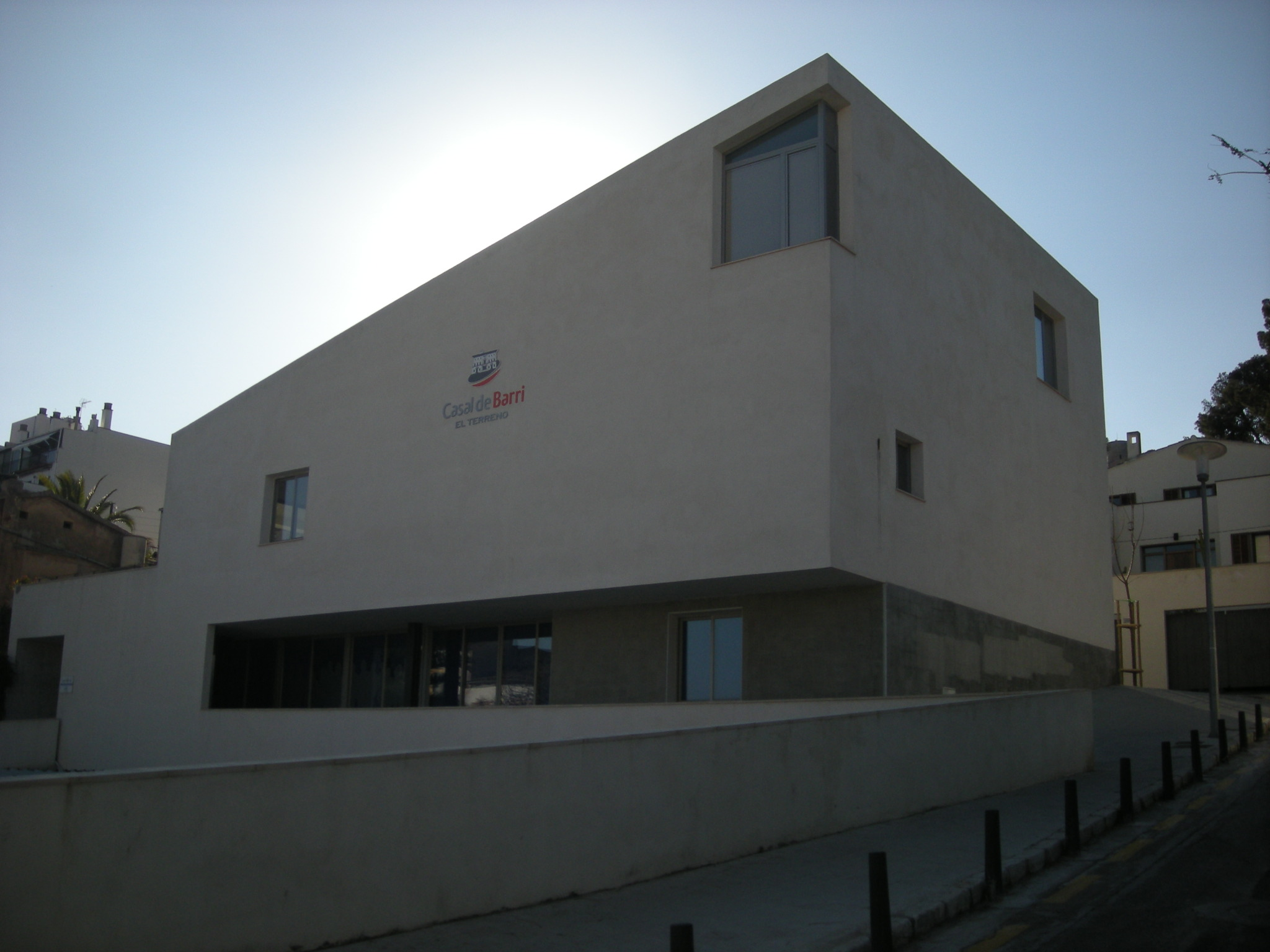
Casal de Barri El Terreno, Palma.
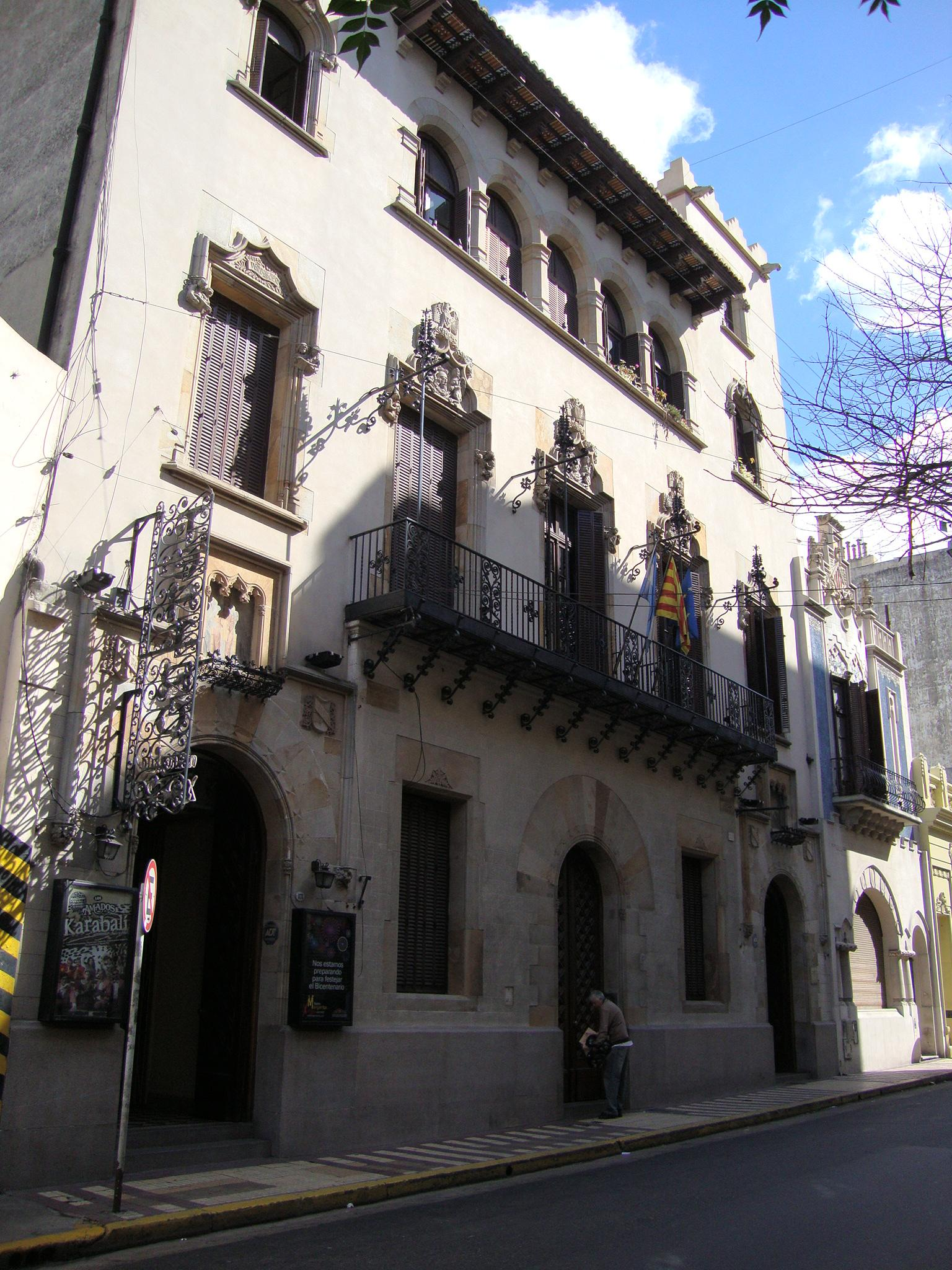
Casal de Catalunya y Teatro Margarita Xirgu en estil modernista català, Buenos Aires.
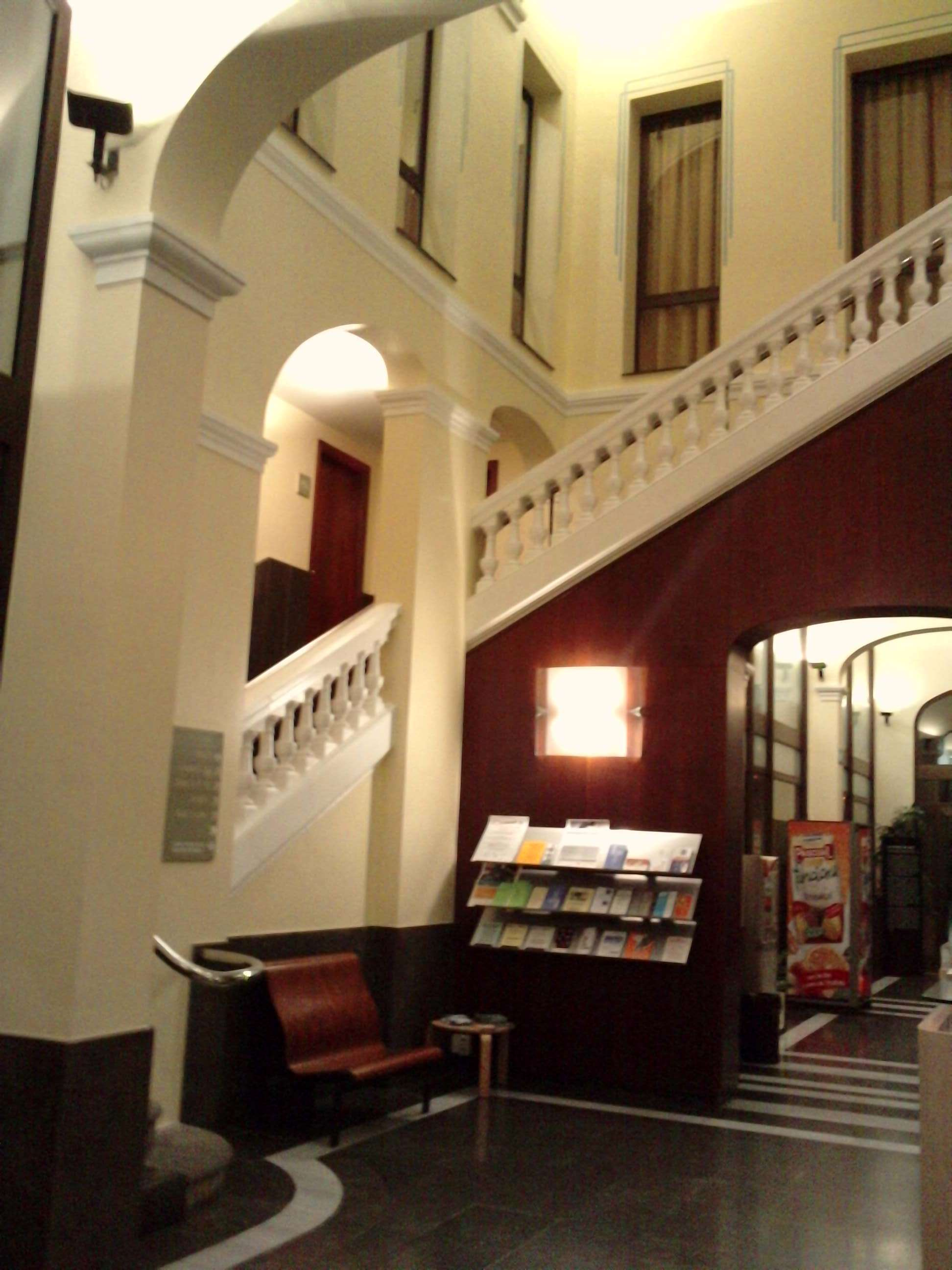
Vestíbul d'un antic casal reconvertit en el Casal Pere IV de Sabadell (Vallès Occidental).

### Cabanes i edificis descurats
El mot casal s'usava per a denominar les cabanes rurals i, a les comarques del Pirineu central català s'aplica a cases abandonades o masos ruïnosos.

## Parts d'un graner
A les comarques de ponent i de migdia del Principat, casal serveix per a designar els diferents compartiments d'un graner, dividits per envans (de canyes, posts, cartó guix, tova) destinats a emmagatzemar separadament els diferents productes de l'agricultura.